# Opera Europa
Opera Europa è un'organizzazione internazionale di servizi per compagnie d'opera professionali e festival d'opera in Europa. È costituita a Bruxelles come organizzazione senza scopo di lucro.
Con radici che risalgono al 1995, Opera Europa ha acquisito il formato e il nome attuali nel 2002, dalla fusione delle associazioni European Opera Network e Eurolyrica.  A ottobre 2024 contava 237 membri associati in 46 paesi diversi.

## Attività
A beneficio delle aziende associate, gestisce forum, database, una newsletter trimestrale e conferenze due volte l'anno e offre vantaggi reciproci di adesione con Opera America.
Opera Europa coordina le Giornate Europee dell'Opera in cui le compagnie d'opera di tutta Europa aprono le loro porte al grande pubblico, con tour del teatro d'opera, prove aperte, conferenze ed eventi speciali (sia all'interno che all'esterno degli spazi convenzionali). Le prime Giornate europee dell'Opera si sono svolte nel 2007 e da allora si sono svolte ogni anno nel fine settimana più vicino alla Giornata dell'Europa dell'UE, il 9 maggio.